# Caleta Foca
Caleta Foca (en inglés: Seal Cove) es una ensenada ubicada en la costa este de la isla Soledad, en las islas Malvinas. Se encuentra entre la punta Pirámide y el rincón Caleta Foca, al norte de la ensenada de Luisa y al sur del seno Choiseul. Al este de esta caleta se encuentra la isla Foca, a mitad de camino de la punta Enderby de la isla Bougainville.
En el fondo de esta caleta desembocan grandes riachos, y en la caleta de su costa norte, varios arroyuelos.

## Historia
Durante la Guerra de las Malvinas, el 23 de mayo de 1982, en las aguas de la caleta se libró un combate naval menor entre el ARA Monsunen de la Argentina y las fragatas británicas HMS Brilliant y HMS Yarmouth.